# ワン・モア・カー、ワン・モア・ライダー〜ベスト・ライヴ
『ワン・モア・カー、ワン・モア・ライダー〜ベスト・ライヴ』(英語: One More Car, One More Rider)は、2002年に発表されたエリック・クラプトンのライブ・アルバム。

## 解説
CDは19曲入りだが、同名のDVDにはビリー・プレストンの楽曲「Will It Go Round In Circles」（リード・ボーカルもビリー）も含む20曲入り。

## 収録曲

### ディスク1
1. キー・トゥ・ザ・ハイウェイ - Key to the Highway
2. レプタイル - Reptile
3. ガット・ユー・オン・マイ・マインド  - Got You On My Mind
4. ティアーズ・イン・ヘヴン - Tears in Heaven
5. ベル・ボトム・ブルース - Bell Bottom Blues
6. チェンジ・ザ・ワールド - Change the World
7. ファーザーズ・アイ - My Father's Eyes
8. リヴァー・オブ・ティアーズ - River of Tears
9. ゴーイン・スロウ・ダウン - Going Down Slow
10. シーズ・ゴーン - She's Gone

### ディスク2
1. アイ・ウォント・ア・リトル・ガール - I Want a Little Girl
2. バッジ - Badge
3. フーチー・クーチー・マン - Hoochie Coochie Man
4. ハヴ・ユー・エヴァー・ラヴド・ア・ウーマン - Have You Ever Loved A Woman
5. コカイン - Cocaine
6. ワンダフル・トゥナイト - Wonderful Tonight
7. いとしのレイラ - Layla
8. サンシャイン・オブ・ユア・ラヴ - Sunshine of Your Love
9. オーヴァー・ザ・レインボウ - Over the Rainbow

## レコーディング・メンバー
- エリック・クラプトン - ボーカル、ギター
- アンディ・フェアウェザー・ロウ - ギター
- ビリー・プレストン - ハモンドオルガン、キーボード
- グレッグ・フィリンゲインズ - ハモンドオルガン、キーボード
- デヴィッド・サンシャス - キーボード、ギター
- ネイザン・イースト - ベース
- スティーヴ・ガッド - ドラム